# Henry de Vaujany
Jean-Baptiste Henry de Vaujany, dit Henry de Vaujany, est un égyptologue français, né le 11 juin 1848 à Meursault et mort le 9 novembre 1893 à Nice.

## Biographie
Après des études supérieures à Grenoble, il se rend en Égypte en 1869 où il assiste à l'inauguration du canal de Suez. Il fait carrière dans ce pays et devient directeur des études à l'École des langues du Caire. Fort d'une connaissance parfaite de la langue arabe, il est chargé à plusieurs reprises de missions de confiance par le gouvernement égyptien. En récompense de ses services, il lui est décerné le titre de bey. En parallèle à ses activités en Égypte, il réalise plusieurs voyages d'étude en Turquie. Pour des raisons de santé, il rentre en France en 1890 à Nice, où il est nommé consul général de Turquie. Il décède trois ans plus tard, le 9 novembre 1893, à l'âge de 45 ans.

## Œuvre
Il est l'auteur de nombreux ouvrages parmi lesquels :
- Échos d'Orient, poésies, Le Caire, A. Mourès.
- Histoire de l'Égypte, depuis les temps les plus reculés jusqu'à nos jours, Le Caire, J. Serrière / Paris, Maisonneuve et Cie.
- Géographie de l'Égypte, Le Caire, A. Mourès.
- Vocabulaire français-arabe. Dialecte vulgaire de l'Égypte, avec la prononciation figurée (texte en français et arabe), Le Caire, A. Mourès.
- Le Caire et ses environs, Paris, Plon, Nourrit et Cie, 1883.
- Alexandrie et la Basse-Égypte, Paris, Plon, Nourrit et Cie, 1885.
- Nouvelle et légendes des pays du soleil.
- Les Illustrations égyptiennes contemporaines, biographie des principaux personnages qui se sont distingués en Égypte, dans les arts, les sciences, la politique, etc.
- État présent de la Turquie. La question arménienne, Paris, Savine, 1890.

## Sources
Sur Henry de Vaujany
- Société Française des Fouilles de Tanis, "Mémoires de Tanis, VIII :  La description de l'Égypte d'H. de Vaujany", dans Bulletin de la Société française des fouilles de Tanis, n° 8, 1994, p. 49.  (ISSN 1268-4481). [Brève note apportant quelques précisions sur les activités d'Henry de Vaujany comme directeur d'étude à l'École des langues du Caire, et sur ses écrits.]
- Dayre de Mailhol, Dictionnaire historique et héraldique de la noblesse française, rédigé dans l'ordre patronymique, tome 2, 1896.
- Robert de Vaujany, Famille de Vaujany : des croisades à la Résistance, Paris, Légis-France, 2005.

Sur la famille de Vaujany en général
- Guy Allard, Dictionnaire historique, chronologique, géographique, généalogique, héraldique, juridique, politique et botanographique de Dauphiné, Grenoble, Édouard Allier, 1864.
- A. Bachelin-Deflorenne (dir.), État present de la noblesse française, contenant le Dictionnaire de la noblesse contemporaine et l'Armorial general de France d'apres les manuscrits de Ch. d'Hozier, 4 vol., Paris, 1866-1884.
- Nicolas Chorier, Histoire générale de Dauphiné, en deux tomes (Grenoble, 1661 et Lyon, 1672). Nombreuses rééditions, dont : Grenoble, Éditions des 4 Seigneurs, 1971.
- Dayre de Mailhol, Dictionnaire historique et héraldique de la noblesse française, rédigé dans l'ordre patronymique, tome 2, 1896.
- G. de Rivoire de la Bâtie, Armorial de Dauphiné contenant Les Armoiries figurées de toutes les Familles nobles & notables de cette Province, Lyon, Librairie ancienne d'Auguste Brun, 1867.
- Robert de Vaujany, Famille de Vaujany : des croisades à la Résistance, Paris, Légis-France, 2005.